# Aeginopsis laurentii
Aeginopsis laurentii är en nässeldjursart som beskrevs av Brandt 1838. Aeginopsis laurentii ingår i släktet Aeginopsis och familjen Aeginidae. Inga underarter finns listade i Catalogue of Life.